# عمارة برتغالية

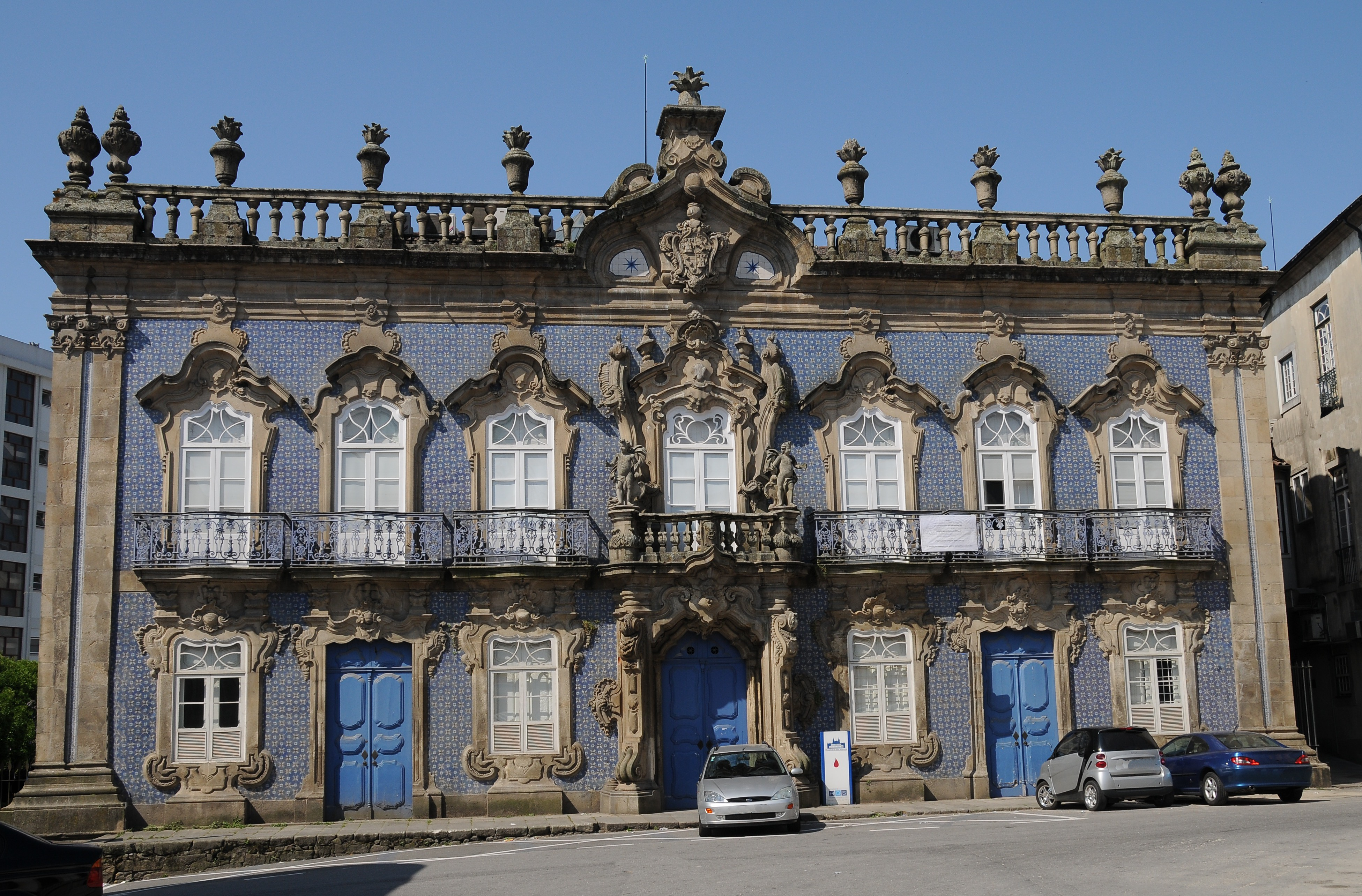

تشمل العمارة البرتغالية العمارة في أراضي البرتغال الحالية وفي البرتغال القارية والأزور والماديرا، إضافة إلى التراث المعماري للأساليب البرتغالية في جميع أنحاء العالم، خاصة في البلدان التي كانت في السابق جزءًا من الإمبراطورية البرتغالية.
تعكس العمارة البرتغالية مثل جميع جوانب الثقافة البرتغالية، التأثيرات الفنية لمختلف الثقافات التي سكنت في البرتغال أو كانت على تماس مع الشعب البرتغالي طوال تاريخ البرتغال، بما فيها كل من اللوسيتانيين والسلتيأيبيريين والرومانيين والسويبيين والقوط الغربيين والموريين والمستعربين والغوان وشعب الماكاو والكريستانغ وغيرهم الكثيرين. نظرًا لتاريخ الإمبراطورية البرتغالية، فإن العديد من البلدان في جميع أنحاء العالم هي موطن لتراث كبير من العمارة الاستعمارية البرتغالية، لاسيما البرازيل وأوروغواي في الأمريكتين وأنغولا والرأس الأخضر وساو تومي وبرينسيب وبنين وغانا وغينيا بيساو وزيمبابوي وموزمبيق والمغرب في إفريقيا، والصين والهند وإندونيسيا وماليزيا وتيمور الشرقية في آسيا.
هيمنت الأساليب أو الحركات الفنية المختلفة على العمارة البرتغالية على مر العصور، بما في ذلك الرومانسيكية والقوطية والمانيولاين والنهضة البرتغالية والباروك البرتغالي والروكوكو والبومباليني والمانيولاين الجديد والبرتغالي الهادئ والعمارة المعاصرة. من بين المعماريين البرتغاليين البارزين من الزمن الماضي ديوغو دس أرودا (من القرن الخامس عشر- القرن السادس عشر) وجواو أنتونيس (القرن السابع عشر) ويوجينو دوس سانتوس وكارلوس مارديل (القرن الثامن عشر) وخوسيه لويس مونتيرو (القرن التاسع عشر) وراؤول لينو وكاسيانو برانكو (القرن العشرين). من بين المعماريين الذين ما زالوا على قيد الحياة فرناندو تافورا وغونسالو بيرن وإدوارد سوتو دي مورا (الحائز على جائزة بريتزكر) وكاريلهو دا جراسا وألفارو سيزا فييرا (الحائز على جائزة بريتزكر).

## لمحة تاريخية

### الفترة الميغاليثية
يعود تاريخ أقدم الأمثلة على النشاط المعماري في البرتغال إلى العصر الحجري الحديث وتتكون من الهياكل المرتبطة بثقافة الميغاليث (الجندل). تُنقط المناطق الداخلية البرتغالية بعدد كبير من الدولمينات (تُدعى أنتاس أو دولمينز) والجثوات (ماموز) والشواهد القائمة. تُعد منطقة ألنتيجو غنية بشكل خاص بالآثار الصخرية، مثل أنتا غراندي دو زامبوجيرو، الواقعة بالقرب من إيفورا.
يُمكن العثور على الشواهد الحجرية القائمة معزولة أو مشكلة أشعة دائرية (دوائر حجرية أو كرومليتش). يقع ألميندرس كرومليتش أيضًا بالقرب من إيفورا، وهو الأكبر في شبه الجزيرة الإيبيرية، يحتوي على ما يقارب 100 شاهد قائم مرتبًا في صفوف بيضاوية الشكل في الاتجاه الشرقي- الغربي.

### الفترة الكلتية
عُثر على قرى محصنة ما قبل التاريخ تعود إلى العصر الحجري النحاسي على طول نهر تاجوس، مثل تلك الموجودة في فيلا نوفا دي ساو بيدرو، بالقرب من كارتاكسو وكاسترو زامبوجال بالقرب من توريس فيدراس. احتُلت هذه المواقع في الفترة الواقعة بين نحو 2500-1700 قبل الميلاد، وكانت محاطة بجدران وأبراج حجرية، ما يدل على الصراعات التي وقعت في ذلك الوقت.
شهد شمال غرب البرتغال بدءًا من القرن السادس قبل الميلاد، وكذلك غاليسيا المجاورة في إسبانيا، تطورًا لثقافة كاسترو الكلتية. كانت هذه المنطقة مليئة بقرى التلال التي خضعت للسيطرة الرومانية، حتى عندما دُمجت في مقاطعة غالايسيا. من المواقع البارزة الساتينيا دي سانفيس بالقرب من باكوس دي فيريرا، ساتينيا دي بريتيروس بالقرب من غيمارايش وسيفدادي دي تيروسو بالقرب من بوفوا دي فارزيم. بُنيت هذه التلال لأسباب دفاعية على تضاريس مرتفعة بحلقات من الجدران الحجرية، (كان لتيروسو ثلاث حلقات من الجدران). كانت المنازل مستديرة الشكل بجدران مصنوعة من الحجر دون ملاط، بينما كانت الأسقف مصنوعة من براعم العشب. بُنيت الحمامات في بعض منها مثل بريتيروس وسانفيس.

### الفترة الرومانية
تطورت العمارة بشكل كبير في القرن الثاني قبل الميلاد مع وصول الرومان، الذين أطلقوا على شبه الجزيرة الإيبيرية اسم هسبانيا. حُدثت المستوطنات والقرى المحتلة باتباع النماذج الرومانية، وبُنيت المنتديات والمسارح والشوارع والمعابد والقنوات والمباني العامة الأخرى. بُنيت مجموعة فعالة من الطرق والجسور لربط المدن والمستوطنات الأخرى.
كانت براغا عاصمة مقاطعة غالايسيا وما زالت فيها آثار الحمامات العامة والنافورة العامة (التي تُدعى نافورة أيدول) والمسرح. تفتخر إيفورا بمعبد روماني محفوظ بشكل جيد، ربما كان مخصصًا لعبادة الإمبراطور أغسطس، وبجسر روماني يعبر نهر تاميغا بجوار مدينة تشافيس (أكواي فلايفي). يوجد في لشبونة (أوليسبو) آثار لمسرح في حي الفاما.
تُعتبر الآثار الموجودة في كونيمبريغا أفضل آثار محفوظة لقرية رومانية، وهي تقع بالقرب من قلمرية. كشفت الحفريات عن أسوار المدينة وعن الحمامات والمنتدى والقناة والمدرج ومنازل الطبقات المتوسطة (إنسولاي) وكذلك القصور الفاخرة (دوموس) مع ساحات الفناء المركزية المزينة بالفسيفساء. يوجد قرية رومانية أخرى هي ميروبريغا، بالقرب من سانتياغو دو كاسيم، مع معبد روماني محفوظ جيدًا وحمامات وجسر وآثار لميدان سباق الخيل الروماني الوحيد المعروف في البرتغال.
أسس الرومان الأثرياء الفيلات والمنازل الريفية المخصصة للزراعة في المناطق النائية. تحتوي العديد من الفيلات على مرافق مثل الحمامات، وزينت بالفسيفساء واللوحات. من المواقع المهمة فيلا بيسوس (بالقرب من باجة) وتوري دو بالما (بالقرب من مونفورتي) وسنتوم سيلاس (بالقرب من بيلمونتي). يمتلك الأخير آثار محفوظة بشكل جيد لبرج مكون من ثلاثة طوابق، كان جزءًا من منزل مالك الفيلا.

### ما قبل الرومانسيكية الإيبيرية
انتهت السيطرة الرومانية في هسبانيا بغزوات الشعوب الجرمانية (خاصة السويبيين والقوط الغربيين) بدءًا من القرن الخامس الميلادي. لم يبق سوى عدد قليل من المباني من فترة سيطرة القوط الغربيين (نحو 580- 770)، وعُدل معظمها في القرون اللاحقة. تُعتبر كنيسة سانت فروتوسو الصغيرة واحدة من هذه المباني، تقع بالقرب من براغا، وكانت جزءًا من دير القوط الغربيين الذي بُني في القرن السابع. يحتوي المبنى على مخطط أرضي متقاطع مع أذرع مستطيلة وقبة مركزية، وزُينت كل من القبة وأذرع الكنيسة بنقوش بارزة. تُظهر الكنيسة تأثيرات واضحة للمباني البيزنطية مثل ضريح غالا بلاسيديا في رافينا.
شكلت مملكة أستورياس المسيحية (نحو 711- 910) الواقعة في الجزء الشمالي من شبه الجزيرة، بعد عام 711، خلال فترة هيمنة المغاربة على شبه الجزيرة الإيبيرية، مركزًا للمقاومة. إضافة إلى ذلك، عاش العديد من المسيحيين (المستعربين) في الأراضي المغربية وسُمح لهم بممارسة دينهم وبناء الكنائس. أثرت العمارة الأسترية والفن الموزارابي على المباني المسيحية في الأراضي البرتغالية المستقبلية، كما يُلاحظ في الهياكل القليلة الناجية من ذلك الوقت، أهمها كنيسة ساو بيدرو دو لورسا الواقعة بالقرب من مستشفى أوليفيرا دو هوسبتل، التي تحمل نقشًا يعود لعام 912. الكنيسة عبارة عن بازيليكا مكونة من ثلاث ممرات مفصولة بأقواس على شكل حدوة حصان ومجاز على الواجهة، ونوافذ على شكل حدوة حصان أيضًا ذات تأثير أستوري على الممر المركزي.